# Campionato CONCACAF 1977
Il Campionato CONCACAF 1977 è stata la 7ª edizione di questo torneo di calcio continentale per squadre nazionali maggiori maschili organizzato dalla CONCACAF.
Il torneo, valevole anche come qualificazione ai Mondiali per la zona CONCACAF, si è disputato in Messico dall'8 al 23 ottobre 1977 nelle città di Monterrey e Città del Messico. Le sei squadre partecipanti si affrontarono in un girone all'italiana. Il trofeo fu vinto per la terza volta dai padroni di casa del Messico, che grazie a tale successo si qualificarono al campionato mondiale di calcio 1978.

## Formula
- Qualificazioni

17 membri CONCACAF: 6 posti disponibili per la fase finale. Nessuna squadra è qualificata direttamente alla fase finale. Le squadre e i posti disponibili sono suddivisi in tre zone di qualificazione: Nord America (2 posti), Centro America (2 posti), Caraibi (2 posti).
Zona Nord America: 3 squadre, giocano partite di andata e ritorno, le prime due classificate si qualificano alla fase finale.
Zona Centro America: 5 squadre, giocano partite di andata e ritorno, le prime due classificate si qualificano alla fase finale.
Zona Caraibi - tre turni di qualificazione:
Primo turno - 2 squadre, giocano partite di andata e ritorno, la vincente accede al secondo turno
Secondo turno - 8 squadre, giocano partite di sola andata, le vincenti accedono al secondo turno
Terzo turno - 4 squadre, giocano partite di sola andata, le vincenti si qualificano alla fase finale.
- Fase finale

Girone unico - 6 squadre: giocano partite di sola andata. La prima classificata si laurea campione CONCACAF e si qualifica al Campionato mondiale di calcio 1978.

## Squadre partecipanti
| Pr. | Squadra     | Data di qualificazione certa | Partecipante in quanto                                                        | Partecipazioni precedenti al torneo    | Ultima presenza |
| --- | ----------- | ---------------------------- | ----------------------------------------------------------------------------- | -------------------------------------- | --------------- |
| 1   | Messico     | 27 ottobre 1976              | 1º classificato della Zona Nord America della fase di qualificazione          | 6 (1963, 1965, 1967, 1969, 1971, 1973) | Haiti 1973      |
| 2   | Guatemala   | 12 dicembre 1976             | 1º classificato della Zona Centro America della fase di qualificazione        | 5 (1963, 1965, 1967, 1969, 1973)       | Haiti 1973      |
| 3   | Suriname    | 18 dicembre 1976             | Vincente del Gruppo 1 della Zona Caraibi della fase di qualificazione         | -                                      | Esordiente      |
| 4   | El Salvador | 19 dicembre 1976             | 2º classificato della Zona Centro America della fase di qualificazione        | 2 (1963, 1965)                         | Guatemala 1965  |
| 5   | Canada      | 22 dicembre 1976             | Vincente dello Spareggio della Zona Nord America della fase di qualificazione | -                                      | Esordiente      |
| 6   | Haiti       | 29 dicembre 1976             | Vincente del Gruppo 2 della Zona Caraibi della fase di qualificazione         | 4 (1963, 1965, 1969, 1973)             | Haiti 1973      |

Nella sezione "partecipazioni precedenti al torneo", le date in grassetto indicano che la nazione ha vinto quella edizione del torneo, mentre le date in corsivo indicano la nazione ospitante.

## Stadi
| Città del Messico | Città del Messico Monterrey | Monterrey           |
| Stadio Azteca     | Città del Messico Monterrey | Estadio Tecnológico |
| Capienza: 105.000 | Città del Messico Monterrey | Capienza: 41.615    |
|                   | Città del Messico Monterrey |                     |

## Fase finale

### Girone unico

#### Classifica
| Pos | Squadra     | P.ti | G | V | N | P | GF | GS | DR  |
| --- | ----------- | ---- | - | - | - | - | -- | -- | --- |
| 1   | Messico     | 10   | 5 | 5 | 0 | 0 | 20 | 5  | +15 |
| 2   | Haiti       | 7    | 5 | 3 | 1 | 1 | 6  | 6  | 0   |
| 3   | El Salvador | 5    | 5 | 2 | 1 | 2 | 8  | 9  | -1  |
| 4   | Canada      | 5    | 5 | 2 | 1 | 2 | 7  | 8  | -1  |
| 5   | Guatemala   | 3    | 5 | 1 | 1 | 3 | 8  | 10 | -2  |
| 6   | Suriname    | 0    | 5 | 0 | 0 | 5 | 6  | 17 | -11 |

#### Risultati
| Arbitro: | Wuertz |

|                               |           |                      |
| McDonald 16’, 38’ Noriega 85’ | Marcatori | 2’ Schal 55’ Rigters |

| Arbitro: | Pestarino |

|                 |           |          |
| Zapata 43’, 83’ | Marcatori | 86’ Budd |

| Arbitro: | Barreto |

|                                  |           |             |
| Sánchez 30’ Rangel 46’, 65’, 82’ | Marcatori | 78’ Auguste |

| Arbitro: | Kibritjan |

|                              |           |           |
| Cárdenas 36’ Rangel 59’, 90’ | Marcatori | 75’ Huezo |

| Arbitro: | Siles |

|                       |           |                    |
| Parsons 33’ Bakić 69’ | Marcatori | 39’ (rig.) Olmberg |

| Arbitro: | Pestarino |

|                                 |           |               |
| Domingue 20’ (rig.) Romulus 44’ | Marcatori | 58’ Mitrovich |

| Arbitro: | Valverde |

|                                                                           |           |                    |
| Rangel 25’ Isiordia 37’, 49’ Sánchez 39’, 90’ Jiménez 73’, 84’ Chávez 86’ | Marcatori | 23’ (rig.) Olmberg |

| Arbitro: | Calderón |

|           |           |  |
| Sanon 24’ | Marcatori |  |

| Arbitro: | Barreto |

|                            |           |             |
| Parsons 21’ Lenarduzzi 34’ | Marcatori | 78’ Noriega |

| Arbitro: | Pestarino |

|                                       |           |               |
| Vázquez Ayala 37’ (rig.) Cárdenas 54’ | Marcatori | 44’ Mitrovich |

| Arbitro: | Crockwell |

|                            |           |                                   |
| González 42’ Rosa 77’, 87’ | Marcatori | 58’ Emanuelson 89’ (rig.) Olmberg |

| Arbitro: | Valverde |

|           |           |                  |
| Bakić 90’ | Marcatori | 78’ Dorsainville |

| Arbitro: | Moses |

|                             |           |            |
| Guzmán 39’, 44’ Sánchez 65’ | Marcatori | 9’ Parsons |

| Arbitro: | Ortiz |

|             |           |  |
| Domingue 7’ | Marcatori |  |

| Arbitro: | Freundt |

|                 |           |                    |
| Rivera 63’, 78’ | Marcatori | 42’ Rosa 84’ Huezo |

## Statistiche

### Classifica marcatori
6 reti
- Víctor Rangel

4 reti
- Hugo Sánchez

3 reti
- Buzz Parsons
- Mario Helmer Rosa

2 reti
- Milovan Bakić
- Luis Ramírez Zapata
- Norberto Huezo
- Félix Alfonso McDonald
- Mario René Alfaro
- José Emilio Mitrovich
- Sergio Rivera
- Leintz Domingue
- Alfred Jiménez
- Javier Cárdenas
- Javier Guzmán
- Raúl Isiordia
- Edwin Schal
- Remie Olmberg

1 rete
- Bob Lenarduzzi
- Brian Budd
- Mágico González
- Arsène Auguste
- Guy Dorsainville
- Gerald Romulus
- Emmanuel Sanon
- Arturo Vázquez Ayala
- Rafael Chávez
- Delano Rigters
- Errol Emanuelson